# Euphorbia leucocephala
Euphorbia leucocephala är en törelväxtart som beskrevs av Johannes Paulus Lotsy. Euphorbia leucocephala ingår i släktet törlar, och familjen törelväxter. Inga underarter finns listade i Catalogue of Life.

## Bildgalleri

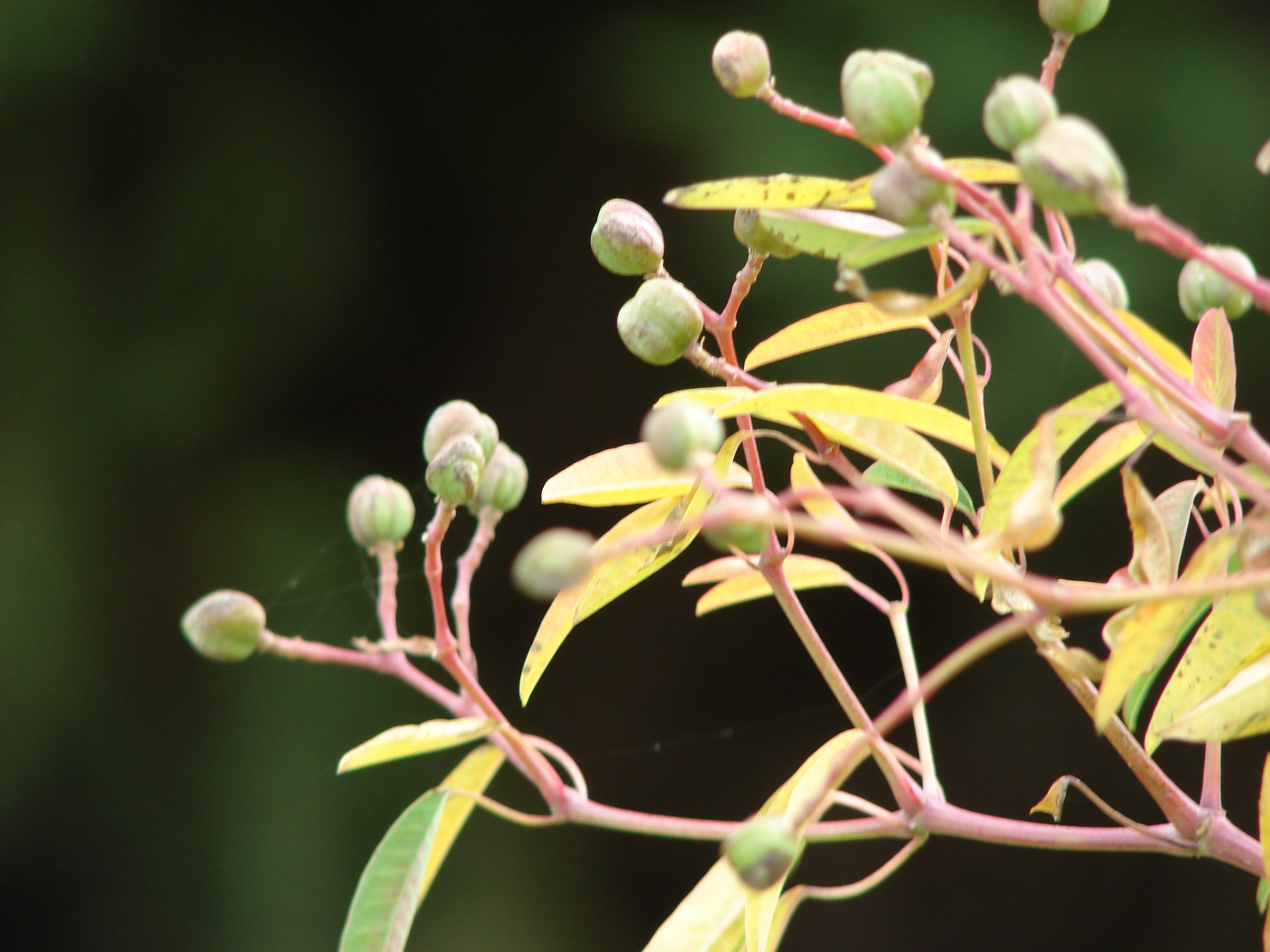
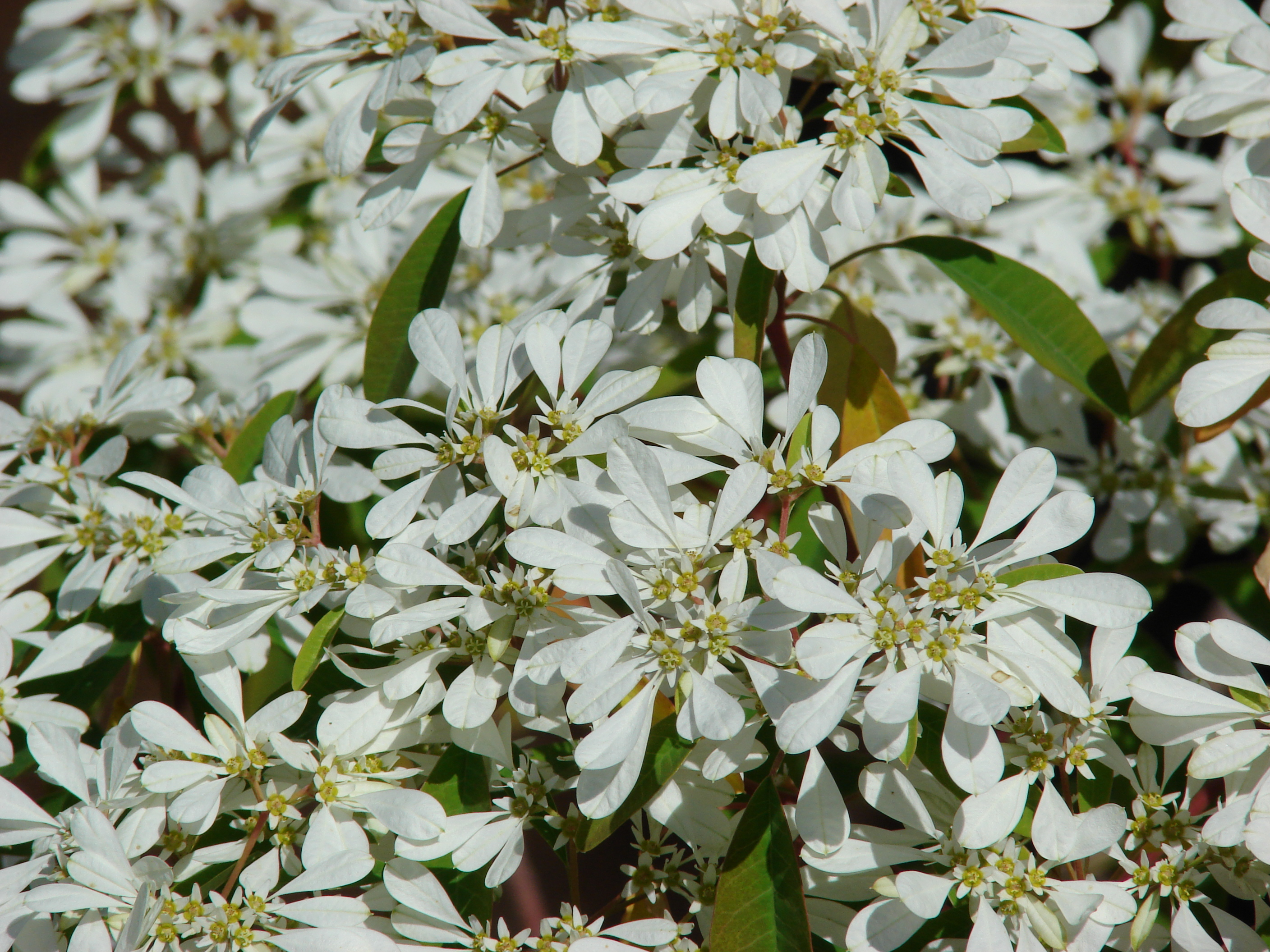
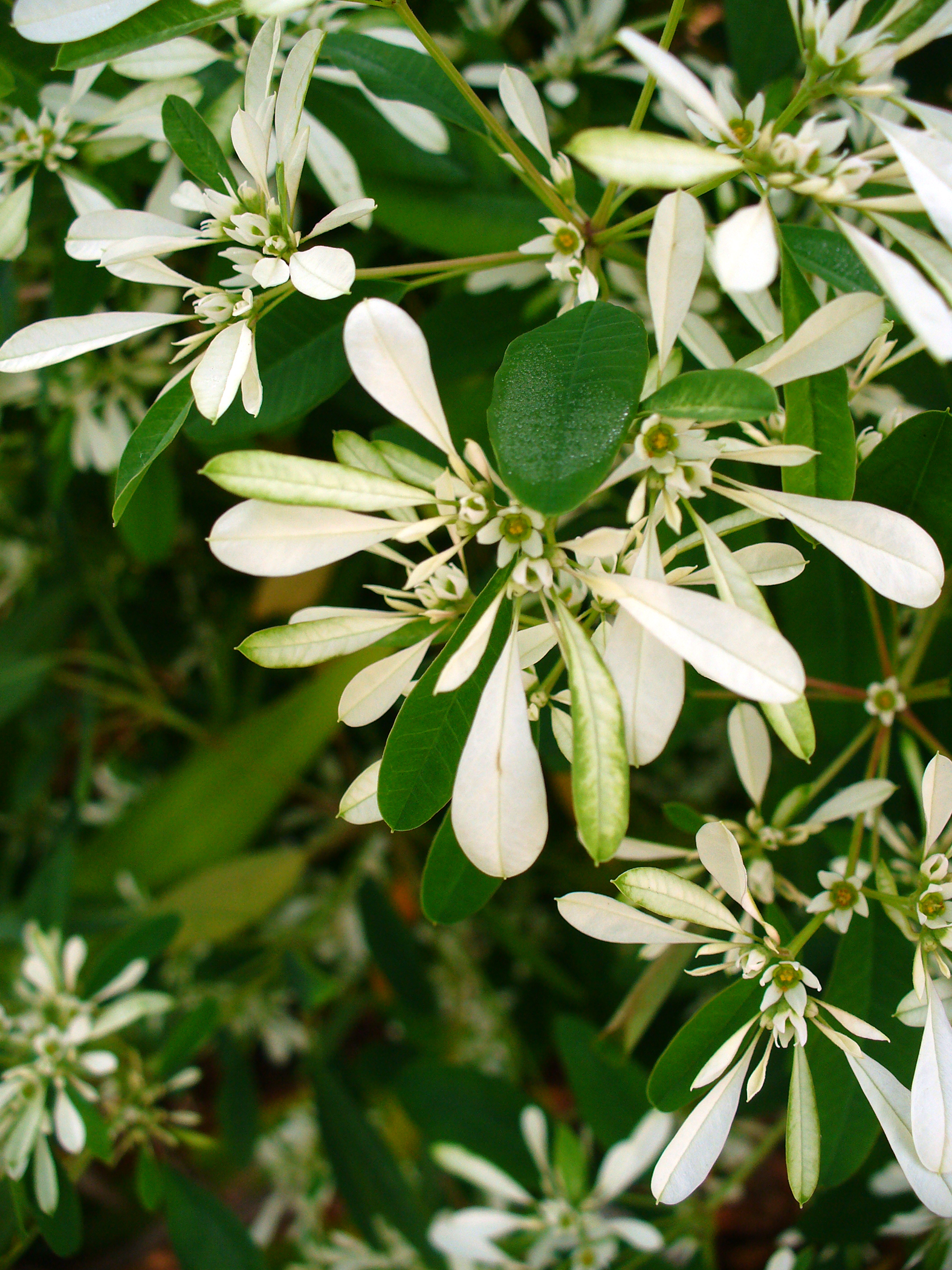
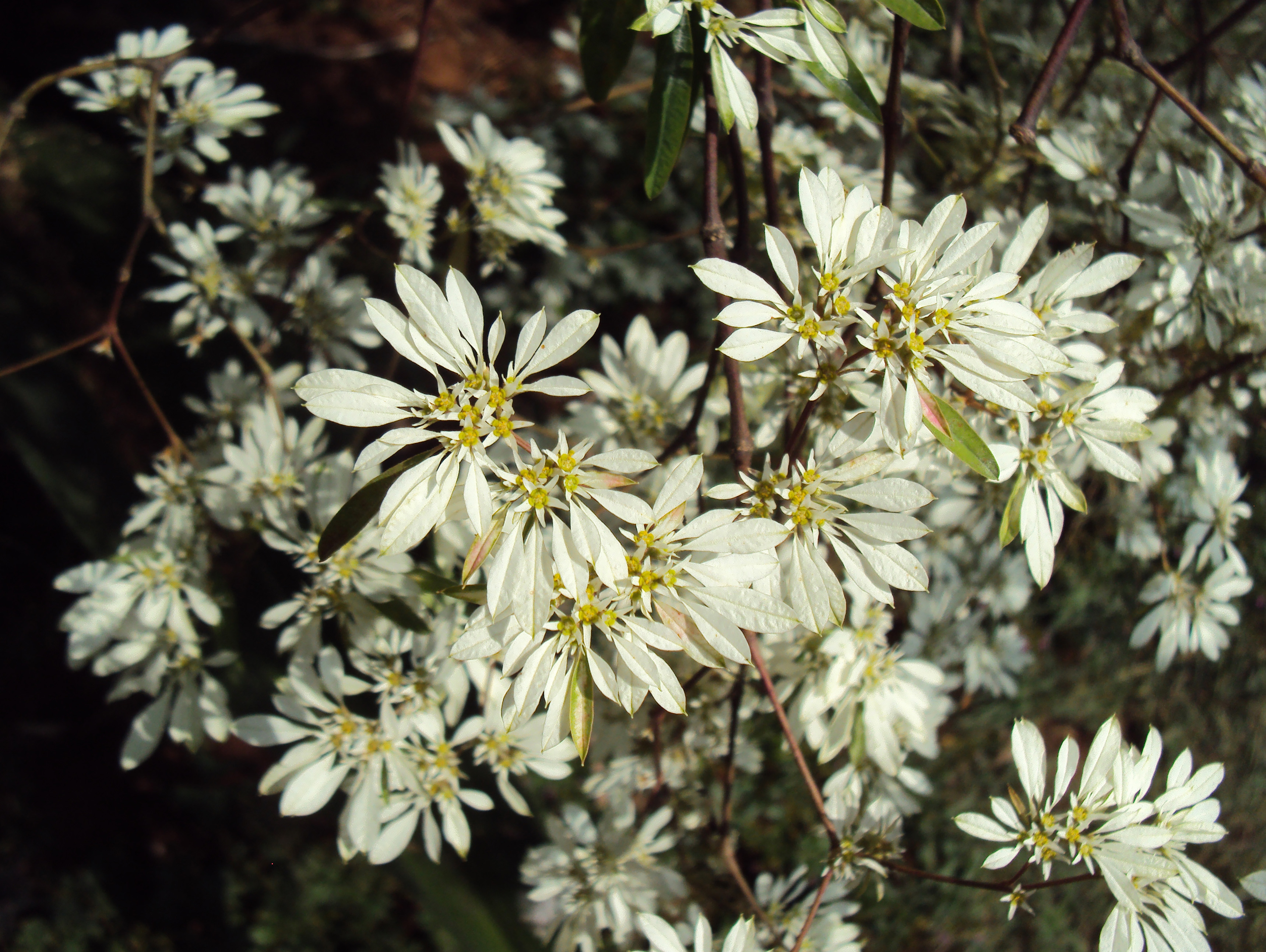
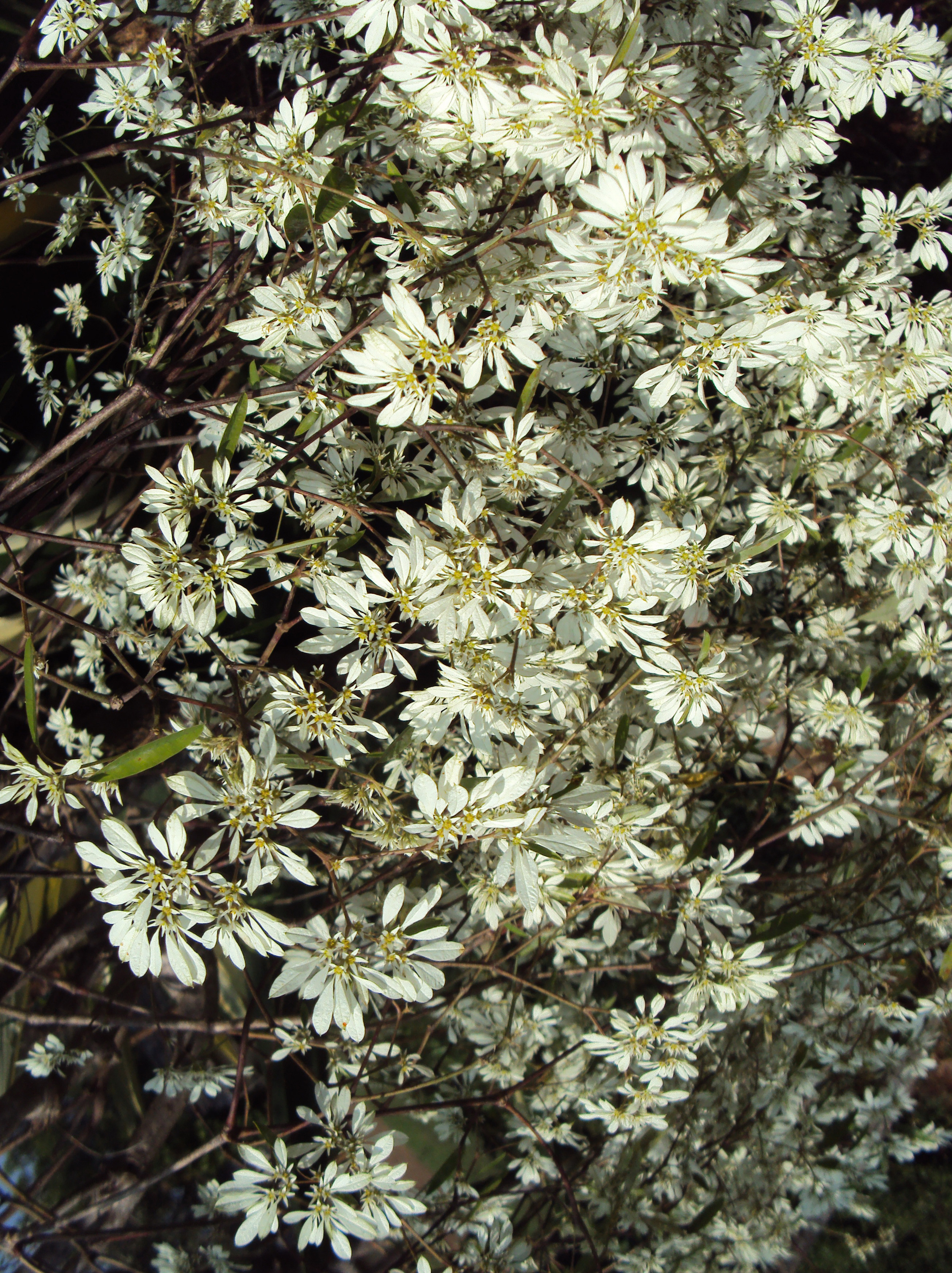
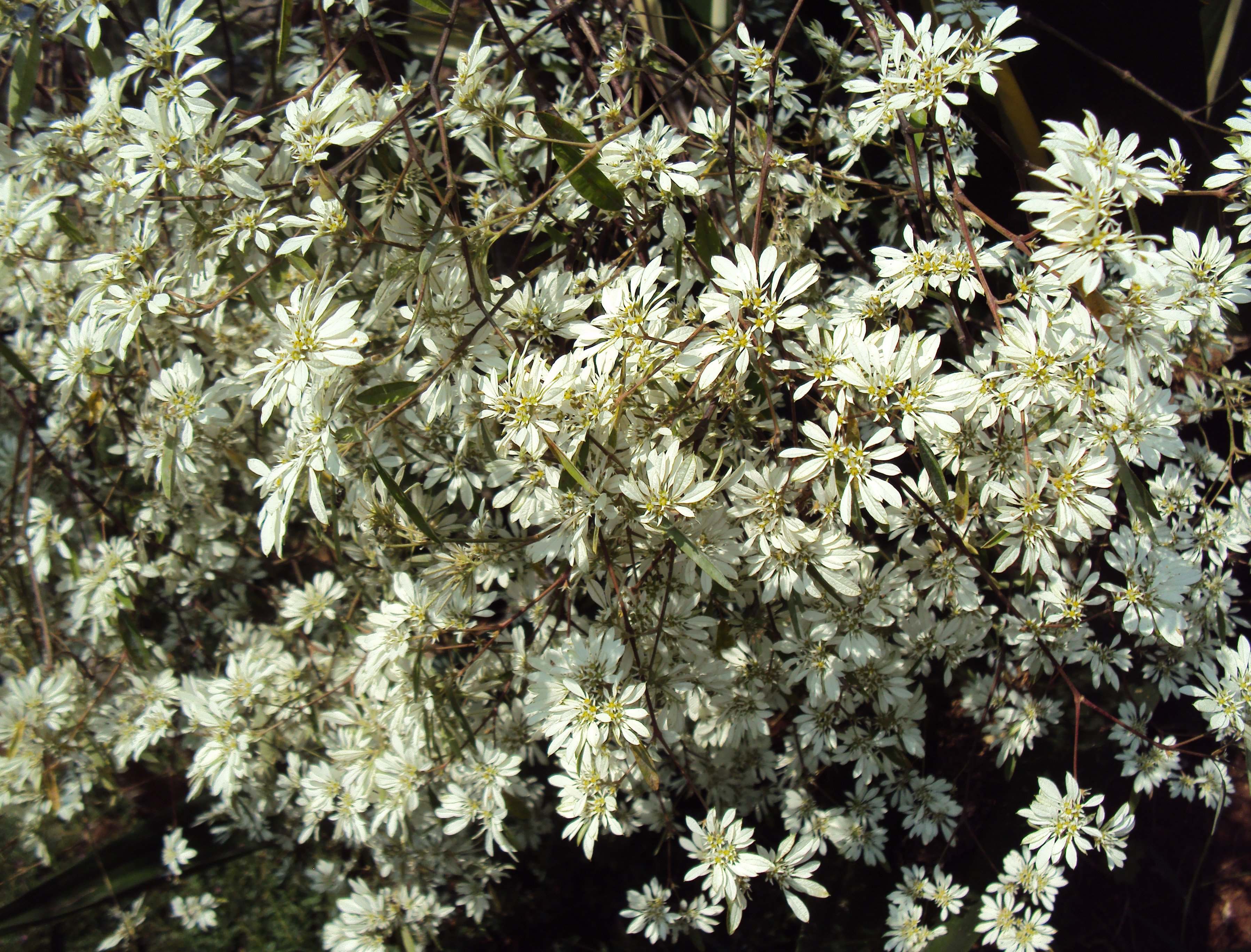